# Călimănești
Călimănești – miasto w południowej Rumunii, nad rzeką Aluta (okręg Vâlcea).
Miasto jest uzdrowiskiem ze źródłami mineralnymi, znane już w czasach rzymskich. Liczba mieszkańców w 2003 roku wynosiła ok. 8 tys.